# Vargarnas vår
"Vargarnas vår" är en sång från 1983 av den svenske musikern Ola Magnell. Den finns med på hans sjätte studioalbum Gaia (1983) och utgjorde också b-sida till singeln Trasten (1983) från samma album.
Låten spelades in i februari–mars 1983 i Metronomes studio, Stockholm och producerades av Mats Ronander. Medverkade gjorde Magnell (sång, gitarr), Stefan Nilsson (flygel), Hasse Olsson) (orgel), Ronander (gitarr), Lasse Wellander (gitarr), Sam Bengtsson (bas) och Åke Sundqvist (trummor).
Anna-Lotta Larsson tolkade låten på albumet Jag ser dig i smyg (1995) och Idde Schultz spelade in en version låten tillsammans med Anna Stadling för tributsamlingen Påtalåtar - en hyllning till Ola Magnell (2005). Därutöver har den i Magnells version medtagits på samlingsalbumen Ola Magnell: 74-87 (1994) samt Ola Magnell: Guldkorn (2000).

## Medverkande
- Sam Bengtsson – bas
- Ola Magnell – sång, gitarr
- Stefan Nilsson – flygel
- Hasse Olsson) – orgel
- Mats Ronander – gitarr
- Åke Sundqvist – trummor
- Lasse Wellander – gitarr

### Fotnoter
1. 1 2  ”Ola Magnell”. Svensk mediedatabas. Arkiverad från originalet den 25 juli 2014. https://web.archive.org/web/20140725171117/http://smdb.kb.se/catalog/search?q=ola%20magnell&sort=OLDEST. Läst 24 januari 2013.
2. ↑  ”Gaia”. Ola Magnell. http://www.magnell.nu/diskografi/gaia-1655950. Läst 24 januari 2013.